# دائرة سوق نعمان
دائرة سوق نعمان إحدى دوائر ولاية أم البواقي الجزائرية . عاصمتها هي سوق نعمان وتضم بلديات : 
- سوق نعمان
- بئر الشهداء
- أولاد زواي